# Chris Thomas King
Chris Thomas King (Baton Rouge, 14 ottobre 1964) è un cantante e attore statunitense.

## Biografia
Nato in Louisiana, è figlio del musicista blues Tabby Thomas. Negli anni ottanta e novanta ha pubblicato i suoi primi album col nome Chris Thomas. Nel 2000 ha partecipato alla colonna sonora di Fratello, dove sei?, vincitrice del Grammy Award all'album dell'anno.

## Discografia
- Blue Beat (1984)
- The Beginning (1986)
- Cry of the Prophets (1990)
- Help Us, Somebody (singolo) (1993)
- Where The Pyramid Meets The Eye: A Tribute to Roky Erickson (1990)
- Simple (1993)
- 21st Century Blues... From Da Hood (1994)
- Chris Thomas King (1997)
- Red Mud (1998)
- Me, My Guitar and The Blues (2000)
- O Brother, Where Art Thou? (2000)
- Down From The Mountain (2001)
- The Legend of Tommy Johnson, Act 1: Genesis 1900's-1990's (2001)
- It's a Cold Ass World: The Beginning (2001)
- Dirty South Hip-Hop Blues (2002)
- A Young Man's Blues (2002)
- The Roots (2003)
- Along the Blues Highway (2003) con Blind Mississippi Morris
- Johnny's Blues: A Tribute To Johnny Cash (2003)
- Why My Guitar Screams & Moans (2004)
- Ray (soundtrack) (2004)
- Rise (2006)
- Live on Beale Street (2008)
- Antebellum Postcards (2011)
- Bona Fide (2012)

## Filmografia parziale
- Fratello, dove sei? (O Brother, Where Art Thou?), regia dei fratelli Coen (2000)
- L'anima di un uomo (The Soul of a Man), regia di Wim Wenders (2003)
- Ray, regia di Taylor Hackford (2004)
- Killing Point (Kill Switch), regia di Jeff F. King (2008)

## Doppiatori italiani
Nelle versioni in italiano delle opere in cui ha recitato, Chris Thomas King è stato doppiato da:
- Roberto Gammino in Fratello, dove sei?
- Antonio Sanna in Ray
- Luigi Ferraro in Killing Point